# Grand Prix de la Somme 2016
Il Grand Prix de la Somme 2016, trentunesima edizione della corsa, valido come evento dell'UCI Europe Tour 2016 categoria 1.1, si svolse il 22 maggio 2016 su un percorso di 195,8 km. Fu vinto dal britannico Daniel McLay, che terminò la gara in 4h37'06", alla media di 42,4 km/h, davanti al francese Nacer Bouhanni e a chiudere il podio l'altro francese Yannis Yssaad.
Partenza con 104 ciclisti, dei quali 79 portarono a termine la gara.

## Squadre partecipanti
| N. | Cod. | Squadra                      |
| -- | ---- | ---------------------------- |
|    | ADT  | Armée de Terre               |
|    | ALM  | AG2R La Mondiale             |
|    | AUB  | HP-BTP Auber 93              |
|    | CCD  | Differdange-Losch            |
|    | COF  | Cofidis, Solutions Crédits   |
|    | DEN  | Direct Énergie               |
|    | DMP  | Delko-Marseille Provence-KTM |

| N. | Cod. | Squadra                          |
| -- | ---- | -------------------------------- |
|    | FDJ  | FDJ                              |
|    | FVC  | Fortuneo-Vital Concept           |
|    | MMM  | Team 3M                          |
|    | RLM  | Roubaix-Lille Métropole          |
|    | TKG  | Kuota-Lotto                      |
|    | WBC  | Wallonie Bruxelles-Group Protect |
|    | WGG  | Wanty-Groupe Gobert              |

## Ordine d'arrivo (Top 10)
| Pos. | Corridore           | Squadra      | Tempo    |
| ---- | ------------------- | ------------ | -------- |
| 1    | Daniel McLay        | Fortuneo     | 4h37'06" |
| 2    | Nacer Bouhanni      | Cofidis      | s.t.     |
| 3    | Yannis Yssaad       | Armée de T.  | s.t.     |
| 4    | Baptiste Planckaert | Wallonie     | s.t.     |
| 5    | Rudy Barbier        | Roubaix-LM   | s.t.     |
| 6    | Gediminas Bagdonas  | AG2R         | s.t.     |
| 7    | Kenny Dehaes        | Wanty-Gobert | s.t.     |
| 8    | Christopher Hatz    | Kuota-Lotto  | s.t.     |
| 9    | David Menut         | Auber        | s.t.     |
| 10   | Samuel Dumoulin     | AG2R         | s.t.     |